# Espero, Zoe, Ciriaco e Teodulo
Espero, Zoe, Ciriaco e Teodulo (II secolo) sono un gruppo di martiri cristiani, membri dello stesso nucleo familiare, venerati come santi da tutte le Chiese che ammettono il culto dei santi.

## Agiografia e culto
Di questi martiri esiste una passio in greco e la sua traduzione in latino.
Schiavi di origine italiana, servivano in casa di tale Catlo a Attalia in Panfilia, la moderna Adalia in Turchia. Durante la festa per la nascita di un figlio del padrone, Espero con la moglie Zoe e i due figli Ciriaco e Teodulo si rifiutarono di consumare i cibi, temendo che prima fossero stati offerti alla dea locale. In questo modo manifestarono la loro fede cristiana. Catlo dapprima li sottopose a diverse torture ed infine decise di gettarli in un forno accesso e farli morire. Il martirio sarebbe avvenuto all'epoca dell'imperatore Adriano (117-138).
La memoria di questo gruppo familiare è ricordata nei sinassari bizantini al 2 maggio. A Costantinopoli esistevano due chiese intitolate a questi santi. La loro commemorazione fu inserita da Cesare Baronio nel Martirologio Romano, ma Espero fu chiamato Esuperio, nome che fu corretto con la riforma di questo martirologio dopo il Concilio Vaticano II:
(Martirologio Romano. Riformato a norma dei decreti del Concilio ecumenico Vaticano II e promulgato da papa Giovanni Paolo II, Città del Vaticano, 2004, p. 371)